# Mercedes-Benz L 6500
Der Mercedes-Benz L 6500 ist ein schwerer Lkw von Mercedes-Benz, der von 1935 bis 1940 im Mercedes-Benz-Werk Gaggenau gebaut wurde. Das Fahrzeug wurde 1938 einer Modellpflege unterzogen, bei der das Führerhaus durch ein Stahlblechfahrerhaus ersetzt wurde. Speziell für die Wehrmacht gebaute Fahrzeuge hatten das Einheitsfahrerhaus der Wehrmacht.

## Technik

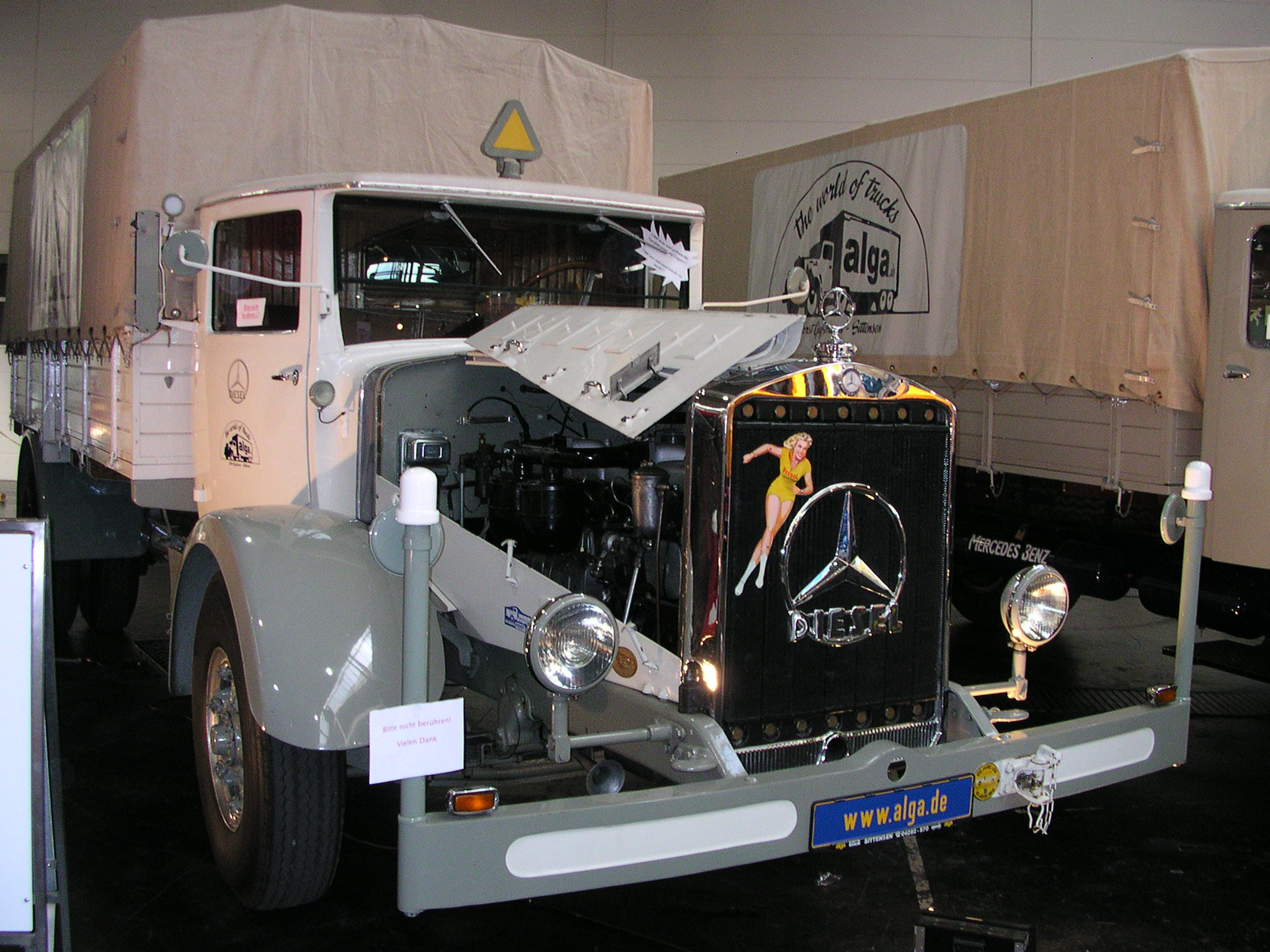
L 6500 von 1936, altes Fahrerhaus, mit aufgeklappter Motorhaube.

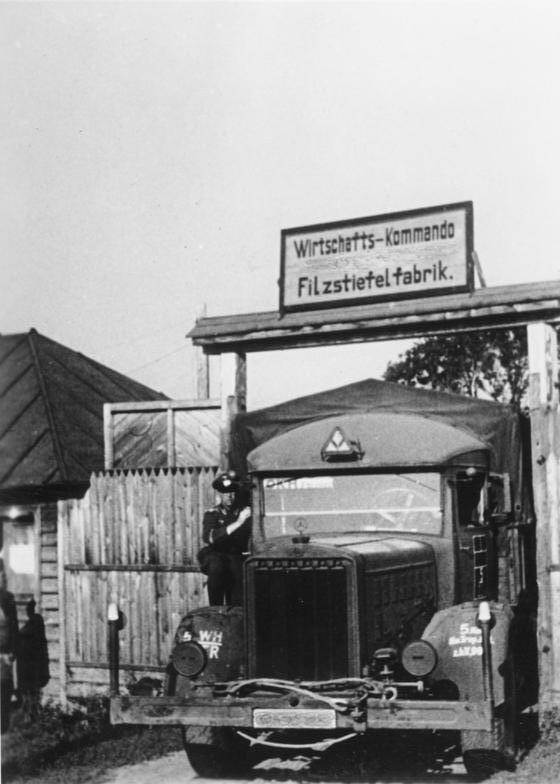
MB L 6500 Wehrmachtsmodell

Der L 6500 ist ein zweiachsiger Lkw und hat einen U-Profil-Leiterrahmen mit vorderer und hinterer Starrachse. Die Achsen sind an Halbfedern aufgehängt, die Vorderachse ist einfachbereift, während die Hinterachse mit Zwillingsreifen ausgestattet ist. Die Reifen haben die Größe 12-22. Gelenkt wird mit einer Rosslenkung von ZF. An allen Rädern mit Trilexfelgen gibt es hydraulisch betätigte Innenbacken-Trommelbremsen, die eine Druckluftunterstützung (Bremsservo) haben. Die Handbremse wirkt auf das Getriebe. Vom Motor wird die Kraft über eine Mehrscheibentrockenkupplung auf das Getriebe mit vier Gängen und Zusatzgang übertragen. Den L 6500 gibt es ausschließlich mit Hinterradantrieb.
Als Motor kommt der OM 57 zum Einsatz. Dabei handelt es sich um einen Sechszylinder-Reihen-Vorkammer-Dieselmotor mit Wasserkühlung und OHV-Ventilsteuerung, der über einen Hubraum von 12.517 cm³ verfügt. Die untenliegende Nockenwelle wird von der siebenfach gelagerten Kurbelwelle aus über Stirnräder angetrieben. Der Kraftstoff wird von einer Bosch-Einspritzpumpe in die Vorkammer eingespritzt. Fahrzeuge bei der Wehrmacht hatten einen gedrosselten Motor.

## Technische Daten
| L 6500                                 | L 6500                                  |
| Motor                                  | Motor                                   |
| -------------------------------------- | --------------------------------------- |
| Motorbezeichnung                       | OM 57                                   |
| Motortyp                               | Sechszylinderreihenvorkammerdieselmotor |
| Kühlung                                | Wasser                                  |
| Ventilsteuerung                        | OHV-Ventilsteuerung                     |
| Einspritzpumpe                         | Bosch                                   |
| Bohrung × Hub                          | 125 × 170 mm                            |
| Hubraum                                | 12.517 cm³                              |
| Verdichtungsverhältnis                 | 17:1                                    |
| Nennleistung bei 1700 min−1            | 99 kW (110 kW)                          |
| Drehmoment bei Nenndrehzahl 1700 min−1 | 558 Nm (618 Nm)                         |
| Kraftübertragung                       |                                         |
| Kupplung                               | Mehrscheibentrockenkupplung             |
| Getriebe                               | Vierganggetriebe mit Zusatzgang         |
| Kraftübertragung auf                   | Hinterräder                             |
| Reifen                                 | Luftgefüllt, Größe 12-22                |
| Abmessungen, Gewichte, sonstige Daten  |                                         |
| Länge                                  | 9450 mm                                 |
| Breite                                 | 2500 mm                                 |
| Höhe                                   | 2420 mm ohne Plane                      |
| Radstand                               | 5100 mm                                 |
| Spurweite vorne                        | 2066 mm                                 |
| Spurweite hinten                       | 1824 mm                                 |
| Bodenfreiheit                          | 250 mm                                  |
| Wendekreisdurchmesser                  | 20 m                                    |
| Fahrzeugmasse                          | 6650 kg (6640 kg)                       |
| Nutzlast                               | 7000 kg (6500 kg)                       |
| Maximal zulässiges Gesamtgewicht       | 13.650 kg                               |
| Höchstgeschwindigkeit                  | 60 km/h (75 km/h)                       |
| Füllmenge des Kraftstoffbehälters      | 155 l                                   |
| Kraftstoffverbrauch in l / 100 km      | 36 (38)                                 |

Werte in Klammern ( ) gelten für die zivile Ausführung.